# 이언 페이스
이언 앤더슨 페이스(영어: Ian Anderson Paice, 1948년 6월 29일 ~ )는 영국의 하드 록 밴드 딥 퍼플의 드러머이자 마지막 남은 오리지널 멤버로 가장 잘 알려진 영국 음악가이다. 그는 역사상 가장 위대한 드러머 중 한 명으로 여겨진다.

## 전기

### 어린 시절
어린 시절 남쪽으로 이주하기 전 노팅엄에서 태어난 페이스는 15살에 첫 드럼 키트를 받았다. 그는 1960년대 초에 아버지의 댄스 밴드에서 드럼을 연주하며 프로 경력을 시작했다. 그가 처음 참여했던 밴드는 조지 앤 더 레이브 온스였는데, 신디그즈로 이름이 바뀐 후 17세의 페이스와 조지 애덤스가 참여한 그들의 첫 싱글 음반을 발매했다.
1966년 페이스는 MI5에 합류했고, MI5는 곧 메이즈로 이름을 바꿨다. 주로 클럽 밴드였던 메이즈는 이탈리아와 프랑스에서 녹음된 많은 싱글곡을 제작했다.

### 딥 퍼플
메이즈는 1968년 3월 페이스와 함께 딥 퍼플의 오리지널 라인업을 결성할 예정이었던 보컬리스트 로드 에번스를 피처링했다. 에번스는 딥 퍼플 매니지먼트가 발표한 리드 싱어 광고에 응했고, 이언 페이스와 함께 오디션에 모습을 드러냈다. 드러머로서 딥 퍼플의 첫 번째 선택이었던 바비 우드만이 밴드의 음악적 지휘에 싫다고 표현했기 때문에, 그룹은 기타리스트 리치 블랙모어가 지휘하는 가운데 페이스를 위한 오디션을 급히 준비했다. 몇 년 후 인터뷰에서 블랙모어는 다음과 같이 말했다. "함부르크에서 공연하는 이언 페이스를 보고 1년 정도 찾아다녔어요. 그는 대단한 드러머예요. 그리고 그는 밴드의 모터였습니다." 현재 라인업에 도착하기 전, 딥 퍼플은 창단 이후 수많은 라인업 변경을 거쳤으며, 페이스는 오늘날까지 밴드에서 활동한 마지막 남은 오리지널 멤버이다.
이 기간 동안 페이스는 프로듀서 데릭 로렌스를 위한 세션에도 참여했다.

### 화이트스네이크
딥 퍼플이 해체된 후, 페이스는 1976년 새로운 그룹인 페이스 애쉬튼 로드를 결성했다. 또한 가수 겸 피아니스트 토니 애쉬튼, 딥 퍼플의 오르가니스트 존 로드, 기타리스트 겸 보컬리스트 버니 마즈든, 베이시스트 폴 마르티네즈로 구성된 이 밴드는 한 장의 음반(《Malice in Wonderland》)을 녹음하고 단 다섯 번의 라이브 공연만 했다. 페이스 애쉬튼 로드는 1977년 두 번째 음반 녹음 도중 보류되었다. 토니 애쉬튼이 집에서 작은 클럽에서 라이브 쇼를 하는 것만 느꼈기 때문에 그들은 그 후 헤어졌다.
1979년 8월, 페이스는 데이비드 커버데일로부터 《Lovehunter》 음반의 일본 투어에 화이트스네이크에 합류해 달라는 요청을 받았다. 그는 그 밴드에서 거의 3년 동안 머물렀다. 그는 화이트스네이크 음반 《Ready an' Willing》 (1980년), 《Live... in the Heart of the City》 (1980년), 《Come an' Get It》 (1981년), 《Saints & Sinners》 (1982년)에 참여했다.

### 게리 무어 밴드
1982년, 페이스는 게리 무어와 함께 《Corridors of Power》로 바뀐 음반을 발매했다. 그 후 무어의 매니저는 무어와 페이스가 무어의 이름으로 밴드를 결성하는 아이디어를 생각해 냈고, 무어의 경영진은 이 밴드에 상당한 관심을 가지고 있는 페이스와 함께 프로젝트의 사업적인 측면을 맡을 수 있었다. 그 공동작업은 성공적인 것으로 판명되었고 두 개의 음반과 광범위한 투어를 제작했다. 1984년 4월 개혁파 딥 퍼플이 재결합하면서 페이스는 무어의 밴드를 떠났고, 그는 오늘날까지 딥 퍼플에 남아 있다.

## 사생활
페이스는 결혼했고 제임스, 에미, 캘리 등 세 아이를 두고 있다. 그의 아내 재키는 고 존 로드의 아내 비키의 쌍둥이 자매이다.
페이스는 6살 때 폐렴에 걸려 폐가 하나밖에 없다는 소문이 돌았다(그리고 심지어 전 길런의 기타리스트 버니 토르메에 의해 인터뷰에서 언급되기도 했다). 실제로 페이스는 왼쪽 폐의 하엽 일부를 잃었을 뿐이다.
그는 거의 항상 파란색(때로는 녹색이나 보라색) 색상의 안경을 쓰고 있는 것을 볼 수 있다.
페이스는 잉글랜드 럭비의 서포터이며 럭비에 대한 지식이 풍부하다. 그의 아들 제임스는 오랫동안 연주했다. 그는 루카 트라몬탱과 함께 "오발 빈" 쇼에서 그것에 대해 이야기했다.

### 건강
2016년 6월 14일, 그는 일과성 뇌허혈증을 겪었다. 이로 인해 딥 퍼플은 그 주에 스웨덴에서 계획되었던 두 번의 콘서트를 취소했다. 그는 사건 이후 "심각하거나 영구적인 피해는 없다"며 7월에 공연을 재개할 것이라고 말했다. 그는 취소된 콘서트는 1968년 밴드를 공동 설립한 이후 처음으로 취소된 딥 퍼플 공연이라고 덧붙였다. 그는 7월 1일 예테보리에서 딥 퍼플과 함께 무대에 돌아와 밴드와 풀 세트리스트를 연주했지만 드럼 솔로는 하지 않았다.

## 음반 목록

### 딥 퍼플
- Shades of Deep Purple (1968년)
- The Book of Taliesyn (1968년)
- Deep Purple (1969년)
- Concerto for Group and Orchestra (1969년)
- Deep Purple in Rock  (1970년)
- Fireball (1971년)
- Machine Head (1972년)
- Made in Japan (1972년)
- Who Do We Think We Are (1973년)
- Burn (1974년)
- Stormbringer (1974년)
- Come Taste the Band (1975년)
- Perfect Strangers (1984년)
- The House of Blue Light (1987년)
- Slaves and Masters (1990년)
- The Battle Rages On... (1993년)
- Purpendicular (1996년)
- Abandon (1998년)
- Bananas (2003년)
- Rapture of the Deep (2005년)
- Now What?! (2013년)
- Infinite (2017년)
- Whoosh! (2020년)
- Turning to Crime (2021년)

### 화이트스네이크
- Ready an' Willing (1980년)
- Live... in the Heart of the City (1980년)
- Come an' Get It (1981년)
- Saints & Sinners (1982년)